# NGC 7074
NGC 7074 é uma galáxia  localizada na direcção da constelação de Pegasus. Possui uma declinação de +06° 40' 56" e uma ascensão recta de 21 horas, 29 minutos e 38,8 segundos.
A galáxia NGC 7074 foi descoberta em 16 de Outubro de 1863 por Albert Marth.